# بوراجا
بوراجا (به صربی: Burađa) یک روستا در صربستان است که در نووا واروش واقع شده‌است. بوراجا ۲۵۸ نفر جمعیت دارد.